# Mustafa Merlika
Mustafa Asim Merlika, właśc. Mustafa Kruja, ps. Asim Xhenani (ur. 15 marca 1887 w Krui, zm. 27 grudnia 1958 w Niagara Falls) – albański polityk.

## Życiorys
Był synem Mehmeda Merliki i Hanke Cerkë. Szkołę średnią ukończył w Janinie, a następnie studiował w Stambule. Tam też w 1910 ukończył studia w szkole dla administracji państwowej (Mülkiye-i Sultaniye). W czasach studenckich dorabiał sobie pisząc artykuły do gazet, wydawanych w Stambule (pod pseudonimem Asim Xhenani), był także związany z organizacją Liga Rewolucyjna (Cemiyet-i İnkılabiye). Po ukończeniu studiów w 1911 wrócił do Albanii i został nauczycielem matematyki w gimnazjum w Durrësie. Tam też związał się z albańskim ruchem narodowym, współpracując z Dom Nikollą Kacorrim i Abdim Toptanim. W 1912 roku uczestniczył w przygotowaniu powstania antyosmańskiego w Kruji.
12 listopada 1912 był jednym z autorów listu wysłanego z Durrësu do władcy Austro-Węgier Franciszka Józefa I z prośbą o wsparcie dla niepodległościowych działań Albańczyków. Jako delegat Kruji wziął udział w Zgromadzeniu Narodowym we Wlorze, gdzie proklamowano niepodległość Albanii. Przez rząd Ismaila Qemala został mianowany wiceprefektem Wlory, a następnie dyrektorem wydziału edukacji w Elbasanie. Przez pewien czas pełnił funkcję sekretarza Ismaila Qemala. W okresie rządów Wilhelma zu Wieda pełnił funkcję inspektora w ministerstwie edukacji. W roku 1915 został aresztowany z rozkazu Esada paszy Toptaniego. Skazany na karę śmierci, ostatecznie został ułaskawiony i internowany w Bari.
Uwolniony w 1917, mieszkał w Rzymie, gdzie redagował gazetę Kuvendi (Zgromadzenie), wydawaną przez miejscowych Albańczyków. Wrócił do Albanii w 1918 i został delegatem na kongres albańskich działaczy narodowych, który odbył się pod nadzorem włoskim w Durrësie. Rok później został wybrany ministrem poczt i telegrafów w rządzie Turhana Paszy Përmetiego, powstałym w Durresie. W 1921 został wybrany deputowanym do parlamentu albańskiego, jako przedstawiciel Kosowa. W tym czasie był związany politycznie z grupą o nazwie Święty Związek (Bashkimi i Shejte). W 1922 r. był jednym z organizatorów puczu Kosowian, skierowanego przeciwko rządom Ahmeda Zogu. Po klęsce puczystów uciekł z kraju i trafił do Gornego Milanovaca w Królestwie SHS. Wrócił do kraju po przewrocie Fana Noliego w 1924 roku i został mianowany prefektem Szkodry. Po upadku rządu Fana Noliego w grudniu 1924 uciekł do Włoch i osiedlił się wraz z rodziną w Zarze. W latach 1937–1940 mieszkał w Genewie. W czasie pobytu na emigracji pracował nad słownikiem języka albańskiego.
W 1940 roku wrócił do Albanii, gdzie podjął pracę naukową w Instytucie Studiów Albańskich, zorganizowanym przez włoskie władze okupacyjne. W tym czasie zasiadał we włoskim Senacie. W 1941 wysłał do Mussoliniego telegram z podziękowaniem za połączenie Albanii z Kosowem i stworzenie Wielkiej Albanii. W tym samym roku został premierem rządu kolaboracyjnego. Urząd ten sprawował do 13 stycznia 1943, kiedy został z niego usunięty w obliczu niepowodzeń w zwalczaniu ruchu oporu.
Co najmniej dwukrotnie Kruja był celem zamachu. Po nieudanym zamachu 1 kwietnia 1942, co najmniej 200 osób zostało aresztowanych i internowanych we Włoszech. Wiosną 1944 roku wyjechał do Wiednia, a dalej do Egiptu. Tam też spotkał się ze swoim niegdysiejszym wrogiem Ahmedem Zogu. Mieszkał we Francji, a ostatni lata życia spędził w USA.
Był tłumaczem dzieł Plutarcha, a także słownika Franka Bardhiego. W 2007 ukazały się w Tiranie jego wspomnienia – Kujtime: vogjile e rinije (Pamiętniki: dzieciństwo i młodość). Imię Mastafy Merliki noszą ulice w Prisztinie i w tirańskiej dzielnicy Paskuqan, a także plac w Krui.